# Nanohammus sinicus
Nanohammus sinicus là một loài bọ cánh cứng trong họ Cerambycidae.